# Pflanzung und Pflanzgut in der Forstwirtschaft

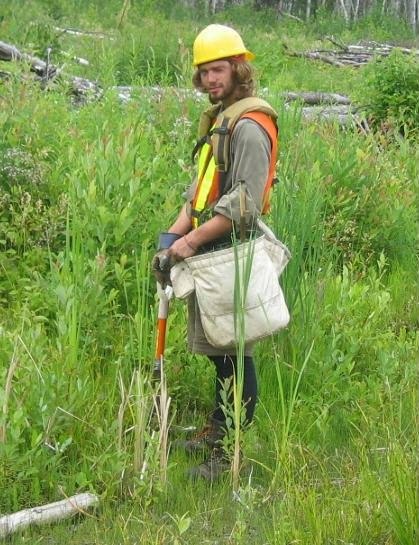
Pflanzer mit Ausrüstung

Die Pflanzung in der Forstwirtschaft bezeichnet das Ausbringen von Pflanzgut. Trotz großem Anteil der Naturverjüngung an der Bestandesverjüngung hat die Pflanzung nach wie vor große Bedeutung. Neben der Saat, ist die Pflanzung eine Möglichkeit der künstlichen Verjüngung von Wäldern. Gegenüber der Saat haben die Forstpflanzen bei der Ausbringung einen Alters- und Höhenvorsprung und können somit Junggefahren besser überwinden. Gründe für eine Künstliche Verjüngung können z. B. der Wechsel der Baumarten bei nicht standortgerechter Bestockung oder die Aufforstung von Freiflächen nach Sturm- oder Schneebruch sein. Die entscheidenden Faktoren für den Erfolg einer Neuanpflanzung sind, dass standortgemäße Baumarten ausgewählt und Pflanzgut von hoher Qualität verwendet wird.

## Pflanzgut
Forstpflanzen werden sowohl generativ (über Samen) als vegetativ (über Stecklinge) in Forstbaumschulen vermehrt, von denen wiederum die Forstbetriebe ihr Pflanzgut beziehen. Baumarten, die beim Pflanzen besonders frisch sein sollen, werden gelegentlich in forsteigenen Kämpen gezogen.

### Anzucht

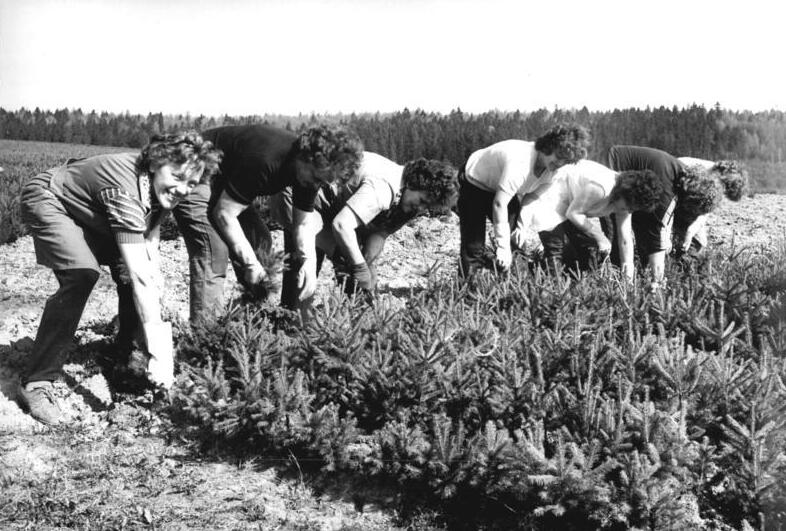
Ernte fünfjähriger Fichten in Thüringen 1984

Am besten geeignet für die Anzucht von Forstpflanzen sind sandige, lehmige Böden, die nicht zur Verkrustung neigen und sich im Frühjahr schnell erwärmen. Durch diese Böden wird in der Regel die Kulturzeit verlängert und das Pflanzenwachstum wird gefördert. Schwere Böden sind sowohl für die Bodenbearbeitung als auch für das spätere Ausheben der Forstpflanzen von Nachteil, da es zur Beschädigung der Wurzel und zum Verlust von Wurzelmasse kommen kann. Außerdem sollte der Boden ausreichend mit Humus versorgt sein. Falls dies nicht der Fall ist, eignen sich zur Humusanreicherung Kompost, Mist sowie der Anbau von Leguminosen, die als Zwischenfrucht angebaut werden und anschließend mechanisch mit einem Mulcher zerkleinert und in den Boden eingearbeitet werden. Die Saatbeete werden kurz vor der Aussaat durch Grubber und Kreiselegge vorbereitet. Die tiefe Lockerung des Bodens ist notwendig, damit sich die Wurzeln ohne fehlerhafte Krümmung ausbilden können. Die Aussaat wird überwiegend im Frühjahr von Mitte April bis Mai vorgenommen. Das Saatgut wird spezifisch vorbehandelt (stratifiziert, vorgequollen), damit es nach der Aussaat schnell keimt. Bei der Aussaat werden die Pflanzen häufig sehr dicht gepflanzt. Damit sie sich nicht gegenseitig bedrängen, müssen die Pflanzen nach einiger Zeit verschult werden. Hierbei werden die Pflanzen in das Verschulungsbeet im baumartenspezifischen Abstand gepflanzt, damit sie zu einer Verkaufspflanze heranwachsen können. Die üblichen Baumarten stehen gewöhnlich ein bis fünf Jahre in der Baumschule, bevor sie verkauft werden.

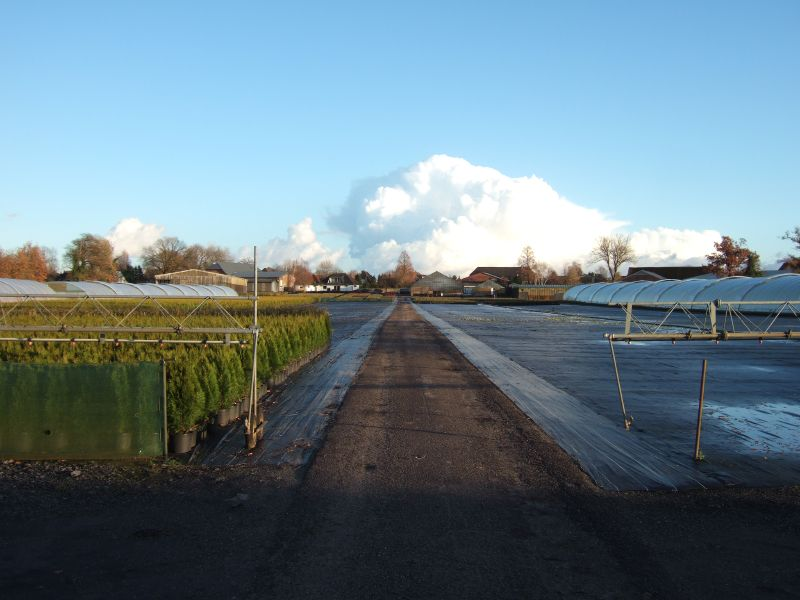
Baumschule in Pinneberg

### Qualität
Die Auswahl von qualitativ hochwertigem Pflanzgut ist maßgeblich für den Erfolg einer Verjüngung. Standortgerechte Baumarten garantieren optimales Wachstum und Stabilität der zukünftigen Wälder. Aufgrund der Programme der Forstverwaltungen zum Umbau der Wälder zu klimatoleranten Kulturen herrscht ein hoher Bedarf an qualitativ hochwertigem Pflanzgut. In Bezug auf das Pfanzgut wird hauptsächlich unterschieden zwischen wurzelnackten Pflanzen und Container- bzw. Ballenpflanzen, die mit Erde an der Wurzel angeliefert werden. Die Herkunft nach Herkunftsgebieten, die Vermehrungsart, die Höhe und das Alter des Pflanzgut werden gekennzeichnet.
Trotz der großen Variabilität des Pflanzgutes gibt es einige allgemein gültige Kriterien, an denen die Qualität des Pflanzgutes beurteilt werden kann. Hinzu kommen noch weitere baumartenspezifische Kriterien. Die Kriterien stehen im Zusammenhang mit dem Anwuchserfolg, der Wurzelentwicklung, der Vitalität, der Überlebensrate, der langfristigen Stabilität, der Zuwachsrate und der Qualität der späteren Forstpflanze.
Qualitätskriterien der Wurzel: Ein funktionierendes Wurzelsystem ist für den Pflanzerfolg sehr wichtig, da es die jungen Pflanzen mit Wasser und Nährstoffen versorgt. Die Pflanze muss nach der Pflanzung  neue Wurzeln ausbilden für die Verankerung im Boden und das zukünftige Wachstum. Pflanzgut mit größerer Wurzelmasse weist höhere Überlebens- und Wachstumsraten auf. Bei Pflanzgut kann zur Qualitätsbeurteilung das Wurzel-Spross-Verhältnis zur Hilfe genommen werden. Ihr Verhältnis sollte stets ausgeglichen sein, da bei größerer Sprossmasse mehr Wasser verdunstet, das durch die Wurzel bereitgestellt werden muss. Werte von 1:2 bis 1:4 für das Verhältnis von Wurzelmasse/volumen zu Sprossmasse/volumen und ein hoher Feinwurzelanteil weisen auf hochwertiges Pflanzgut hin. Bei Pflanzen aus Baumschulen ist zudem darauf zu achten, dass kein Knick durch die Verschulung zu sehen ist, und dass Wunden und Verletzungen einen Durchmesser von 4 mm nicht überschreiten.
Qualitätskriterien am Spross: Der Spross sollte geradschaftig sein und keine Knicke aufweisen. Die Forstpflanze sollte keine Beschädigung durch das Ausheben, die Lagerung und den Transport aufweisen. Außerdem sollte sie gut verholzt sein und über ein lebendes Kambium verfügen und frei von Pilzbefall sein. Die Knospen sollten ausgereift, gesund und geschlossen sein. Das Verhältnis von Sprossdurchmesser zu Gewicht bei einer bestimmten Größe wird als das H/D Verhältnis bezeichnet. Je enger das Verhältnis desto gedrungener und stufiger ist die Pflanze. Stufige und gedrungene Pflanzen sind widerstandsfähiger und der Anwuchserfolg ist höher, da sie eine geringe Verdunstkapazität bei höherem Wasserspeicher aufweisen.
Qualitätskriterium Pflanzenfrische: Forstpflanzen sollten stets frisch gepflanzt werden, deshalb ist die Pflanzenfrische ein wichtiges Kriterium zur zusammenfassenden Beurteilung. Erkennbar ist die Frische an einem vitalen Spross, einem nicht eingetrocknetem Kambium und wasserversorgten Feinwurzeln.

## Pflanzenlagerung
Pflanzen, die nicht sofort gepflanzt werden können, sollten zum Schutz gegen Trockenheit im Pflanzeneinschlag gelagert werden. Dies geschieht entweder an zentral gelegenen Flächen im Revier oder direkt an den Kulturflächen. Die Einschlagplätze sollten vor Wind und Sonne geschützt sein und über ausreichend Wasser im Boden verfügen. Generell sind schattige Nordwest, Nord- und Nordostränder älterer Bestände zu wählen. Die Einschlagplätze werden durch Lockern des Bodens, der Entfernung der Vegetationsdecke und Bereitstellung von Reisig zum Abdecken vorbereitet. Beim Einschlagen werden die Pflanzen nach Herkunft und Altersgruppen getrennt und in lockeren Lagen im Einschlaggraben verteilt. Anschließend werden die Pflanzen sofort bis zum Wurzelhals mit Erde bedeckt und angetreten.
Eine weitere Möglichkeit die Pflanzen frisch zu halten bieten atmungsaktive Transportsäcke aus Polyethylenfolie. Wenn die Pflanzen immer wieder mit Wasser versorgt werden, können diese mehrere Wochen in den Transportsäcken aufbewahrt werden.

## Pflanzverbände
Der Pflanzverband gibt den Abstand der Pflanzen untereinander und zwischen den Reihen der Pflanzen an. Optimale Pflanzverbände sind wichtig, um unnötige Pflanz- und Pflegekosten zu vermeiden. Außerdem werden durch optimale Pflanzabstände Bäume hoher Qualität (weniger astig) herangezogen und die Bestände schließen sich früher. Die Wahl des optimalen Pflanzverbandes ist von der Baumart abhängig. Beispielsweise sind Pflanzverbände für Lichtbaumarten weiter als für Schattbaumarten. Laubbäume werden zudem meist eng gepflanzt, da sie sich als Totastverlierer bei engen Pflanzverbänden selbst reinigen. Nadelbäume sind Totasthalter und lassen sich durch enge Pflanzverbände nicht astrein halten und müssen gegebenenfalls geästet werden, um Wertholz zu erzeugen.
Mischbestände sind gegenüber Reinbeständen stabiler bei Sturmschäden oder Schädlingsbefall. Außerdem wird ein besserer Boden- und Humusaufbau erzielt. Bei der Auswahl der Baumarten ist darauf zu achten, dass die einzelnen Baumarten zueinander passen und die Umtriebszeiten aufeinander abgestimmt sind. Tief- und Flachwurzler oder Licht- und Schattbaumarten sind miteinander zu mischen.
Als Kompromiss zwischen biologischen und betriebswirtschaftlichen Überlegungen empfehlen sich folgende Pflanzverbände.
| Baumart | Pflanzverband (in m)    | Pflanzenzahl/ha |
| ------- | ----------------------- | --------------- |
| Kiefer  | 2,0 × 0,5               | 8.000–10.000    |
| Fichte  | 2,5 × 1,2 bis 3,0 × 1,0 | 2.100–3.500     |
| Lärche  | 3,0 × 3,0 bis 4,0 × 4,0 | 625–1.000       |
| Eiche   | 2,0 × 0,7 bis 1,5 × 0,8 | 8.000–10.000    |
| Buche   | 2,0 × 0,5               | 8.000–10.000    |

## Pflanzverfahren
Die Wahl des geeigneten Pflanzverfahrens wird durch die Form und die Größe der Wurzeln des Pflanzgutes bestimmt. Um ein optimales Anwachsen der Pflanzen zu garantieren, gelten folgende Grundanforderungen bei allen Verfahren:
- Die Wurzeln müssen ohne Stauchungen in den Boden gebracht werden
- Schnitte an den Wurzeln sind zu vermeiden
- Der Wurzelhals muss vollständig mit Erde bedeckt sein
- Pflanzen müssen fest angetreten oder angedrückt werden

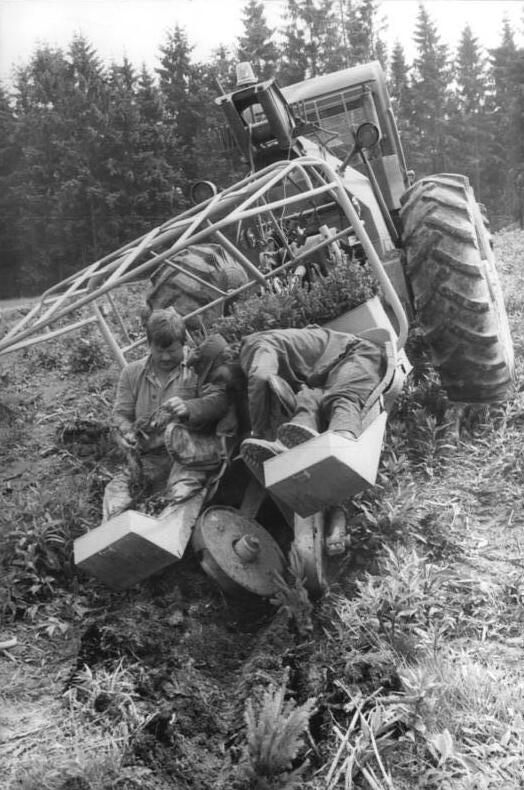
Pflanzung mit schleppergezogenem Anbaugerät (1987)

### Flächenvorbereitung
Die Intensität der Flächenvorbereitung hängt von der örtlichen Gesamtsituation ab. Ob eine Fläche unmittelbar bei der Pflanzung freizumachen ist oder durch Gassenschnitt oder durch Teilflächenvorbereitung mit Freischneider hängt von folgenden Faktoren ab:
- Wuchsverhältnisse
- Flächenzustand
- Vegetation
- Pflanzdichte
- Verband[1]

### Pflanzverfahren
Bei den Pflanzverfahren wird zwischen Handverfahren, motormanuellen Verfahren und großmaschinellen Verfahren unterschieden.

#### Handverfahren
Schlaglochpflanzung: Bei der Schlaglochpflanzung wird durch Schläge ein Pflanzloch erstellt, in das das Wurzelwerk der Pflanze eingebracht und mit Erde befüllt wird. Dieses Verfahren eignet sich für Pflanzgut gebräuchlicher Größe und Beschaffenheit. Als Werkzeug dient eine "Pflanzhaue".
Klassische Lochpflanzung: Das Pfanzloch wird bei diesem Verfahren mittels speziell für die Pflanzung geeigneten Spaten, Hauen oder Schaufeln ausgehoben. Das Pflanzloch wird anschließend schichtweise verfüllt und verfestigt. Dabei ist die Pflanze immer in der richtigen Position zu halten.
Hohlspatenpflanzung: Mit zwei Einstichen wird ein konischer Erdpropf ausgehoben, der nach Einsetzen der Pflanze das Loch wieder verschließt. Das Wurzelwerk wird an den hinteren Lochrand gedrückt und in einer Ebene fixiert.

#### Motormanuelle Verfahren
Bohrlochpflanzung: Bei der Bohrlochpflanzung wird mit einem handgeführten Erdbohrer das Pflanzloch erstellt. Es wird bei Pflanzgut von gewöhnlicher Größe ein Bohrdurchmesser von 30 cm empfohlen, damit die seitlichen Wurzeln genügend Raum zum an- und weiterwachsen haben. Bei der Tiefe des Loches sollte darauf geachtet werden, dass es die Wurzellänge um 10 cm überschreitet, damit ausreichend Wuchraumreserve vorhanden ist. Das Bohrloch sollte schichtweise verfüllt und anschließend behutsam verfestigt werden. Dabei sollte die Pflanze immer in richtiger Höhe und senkrecht gehalten werden.

#### Großmaschinelle Verfahren
Pflanzung mit schleppergezogenem Anbaugerät: Diese Pflanzmaschinen werden meist auf leichten Böden und bei stammzahlreichen Kulturen wie der Kiefer verwendet. Die Maschinen ziehen eine Pflanzfurche, danach werden die Pflanzen von einem Arbeiter, der auf der Maschine sitzt, in diese Pflanzfurche gesetzt.
Baggerpflanzung: Für Bagger oder Forwarder gibt es spezielle Anbaugeräte für die Pflanzung von den Befahrungslinien. Hierbei ist allerdings der Aktionsraum der Maschine begrenzt.